# Ford Model U
Ford Model U é um carro-conceito sedan da Ford com montagem prevista para 2012, na França.
O modelo é candidato ao carro planejado mais tecnológico do mundo. A Ford diz que o carro foi planejado em homenagem a Henry Ford, que tinha sonhos com carros do futuro. Chegará na França com o preço de €100.000, nos EUA valendo US$320.000 e no Brasil valendo R$500.000.
O carro terá 2500 cavalos de potência, cambio tip-rolling (comandado por um joystick) e será abastecido a energia solar, tendo como velocidade maxima de 350 km/h.